# 乌韦兹河畔蒙托邦
烏韋茲河畔蒙托邦（法語：Montauban-sur-l'Ouvèze，法語發音：[mɔ̃tobɑ̃ syʁ luvɛz]）是法国德龙省的一个市镇，位于该省东南部，属于尼永斯区。

## 地理
乌韦兹河畔蒙托邦（44°16'28"N, 5°30'8"E）面积32.29 平方千米，位于法国奥弗涅-罗讷-阿尔卑斯大区德龙省，该省份为法国东南部内陆省份，北起顺时针与伊泽尔省、上阿尔卑斯省、上普罗旺斯阿尔卑斯省、沃克吕兹省和阿尔代什省接壤。
与乌韦兹河畔蒙托邦接壤的市镇（或旧市镇、城区）包括：绍瓦克-洛-蒙托、伊宗拉布吕斯、拉博雷勒、梅武永、蒙盖、里翁 (德龙省)、鲁雪、梅乌日河畔韦尔斯。

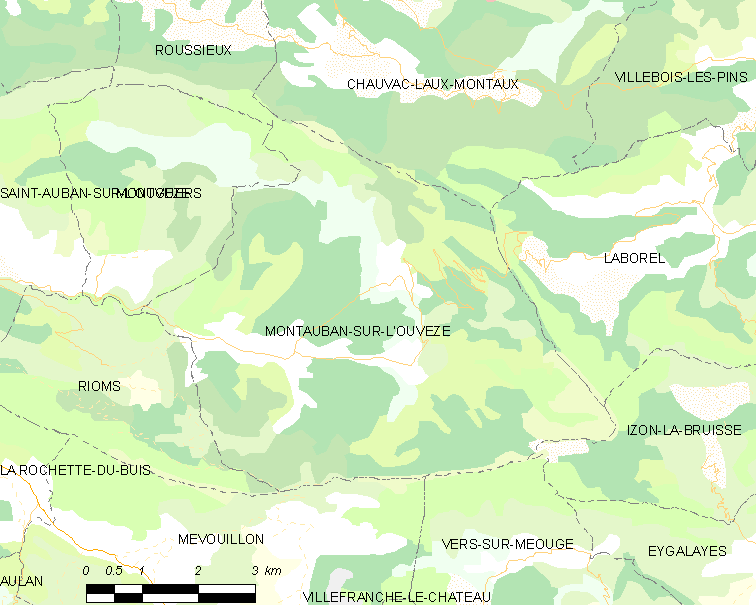
乌韦兹河畔蒙托邦的OSM定位图

乌韦兹河畔蒙托邦的时区为UTC+01:00、UTC+02:00（夏令时）。

## 行政
乌韦兹河畔蒙托邦的邮政编码为26170，INSEE市镇编码为26189。

## 政治
乌韦兹河畔蒙托邦所属的省级选区为尼永斯-巴罗尼县。

## 人口

1962-2008年间乌韦兹河畔蒙托邦人口变化图示

乌韦兹河畔蒙托邦于2022年1月1日时的人口数量为117人。